# Colunas
Die Dos Colunas, auch Las Colunas genannt, sind nach dem schwedischen Gelehrten Erik Wilhelm Dahlgren wahrscheinlich die beiden südlichsten Eilande der heutigen japanischen Izu-Inseln, nämlich Torishima (auch Ponafidin genannt) und Sōfugan (Lot’s Wife).
Erstmals erscheinen Dos Colunas im Jahre 1594 unter circa 25° N auf einer Karte des niederländischen Kartographen Petrus Plancius. Richard Hakluyt (Wright-Hakluyt Map) hebt sie auf eine Breite von 28° bis 30° N an, während sie spätere spanische Seekarten in den Meeresraum zwischen 28° 30' und 32° 30' N sowie 153° und 157° O, also erheblich zu weit nach Osten setzen.
Geht man davon aus, dass die frühesten Quellen die authentischeren sind, würde die Breite von 25° N auf die südlicher liegenden Kazan-rettō (Vulkan-Inseln) hindeuten. Kita-Iwojima und Minami-Iwojima, die nördlichste und südlichste der Vulkan-Inseln sind beide kegelförmig und 802 bzw. 970 Meter hoch, während das heutige relativ flache Profil der mittleren Insel Iwojima (höchste Erhebung 166 Meter) auf eine vulkanische Eruption in der Vergangenheit zurückgehen kann. Am besten passt der Begriff „coluna“ (spanisch für Säule) auf Sōfugan, doch ist eine eindeutige Zuordnung aufgrund der vagen, sich vielfach widersprechenden Positionsangaben nicht möglich. Zur fraglichen Zeit war eine auch nur halbwegs korrekte Längenbestimmung auf See nicht lösbar (Längenproblem).